# Pierrick Cros (Fußballspieler, 1992)
Pierrick Cros (* 17. März 1992 in Montbrison) ist ein französischer Fußballspieler.

## Vereinskarriere
Cros begann das Fußballspielen beim Dorfklub von Aveizieux nahe Saint-Étienne. Seine zweite Jugendstation war ein Verein aus Andrézieux-Bouthéon, von wo aus er 2006 in die Jugendabteilung der AS Saint-Étienne wechselte. Bei Saint-Étienne trainierte er ab 2010 gemeinsam mit den Profis und rückte ein Jahr später in den Profikader auf. Am 17. September 2011 kam er beim 0:3 gegen den FC Lorient zu seinem Erstligadebüt, als er in der 74. Minute eingewechselt wurde. Dies blieb jedoch sein einziger Einsatz in der höchsten französischen Spielklasse. Für die Reservemannschaft lief er hingegen regelmäßig auf und hatte dort das Amt des Mannschaftskapitäns inne.
2012 wurde er von seinem Klub freigegeben und konnte im August zum Drittligaaufsteiger ES Uzès Pont du Gard wechseln. Auch wenn er dort zum Stammspieler avancierte, konnte er nicht verhindern, dass der Verein 2013 sportlich in die vierte Liga abstieg; nur der Lizenzentzug mehrerer anderer Klubs bewahrte Uzès davor. Dennoch verließ Cros den Verein im selben Jahr und unterschrieb beim Ligakonkurrenten Red Star Paris, bei dem er fortan in der Regel als Stammspieler gesetzt war. 2015 erreichte seine Mannschaft den Aufstieg in die zweithöchste Spielklasse. In der Zweitligaspielzeit 2015/16 wurde er regelmäßig aufgeboten und wurde bei Red Star Teil eines Überraschungsteams, das nur knapp den weiteren Aufstieg in die Erstklassigkeit verfehlte. Im darauffolgenden Jahr kam es hingegen zum Abstieg in die dritte Liga.

## Nationalmannschaft
Im September 2007 wurde Cros für zwei Testspiele gegen Wales in die französische U-16-Auswahl berufen. Nachdem er beim ersten Spiel nicht zum Einsatz gekommen war, gelang ihm bei der zweiten Partie, die mit 2:2 endete, am 27. September sein Debüt im Nationaltrikot. Bei der EM 2009 gehörte er dem Kader der U-17 an, wurde aber nicht eingesetzt.